# Hawthorne (Nevada)
Hawthorne ist ein CDP im Mineral County, Nevada, USA. Das U.S. Census Bureau hat bei der Volkszählung 2020 eine Einwohnerzahl von 3.118 ermittelt. Hawthorne ist der Verwaltungssitz des Mineral County.

## Geschichte
Die erste Siedlung in Hawthorne wurde 1880 gegründet. 
Der Standort der Stadt wurde 1880 von HM Yerington, dem Präsidenten der Carson and Colorado Railroad Co., als Teilungs- und Vertriebsstandort für die neuen Eisenbahnprodukte ausgewählt. 
Der Standort grenzte an die wichtige Knapp's Station und den Fähranleger an der stark befahrenen Esmeralda Toll Road von Wadsworth nach Candelaria. Zu allen umliegenden Bergbaugebieten wurden Verbindungsstraßen gebaut. 
HM Yerington benannte die neue Stadt Hawthorne nach einem Holzfäller und Viehzüchter, den er in Carson City kennengelernt hatte. Der erste Zug traf am 14. April 1881 ein, mit vielen Interessenten für die neuen Stadtgrundstücke. 
1883 übernahm Hawthorne den Verwaltungssitz des im Niedergang befindenden Aurora im Esmeralda County, verlor ihn aber später an das boomende Goldfield. 1911 wurde es erneut Verwaltungssitz, diesmal für das neue Mineral County. Hawthorne ist seit 1911 Kreisstadt des Mineral County.

## Geografie
Nach Angaben des United States Census Bureau hat der CDP eine Gesamtfläche von 3,9 Quadratkilometern, davon ist alles Land.

## Demografie
2020 betrug die Bevölkerung 3118 Einwohner.